# Jiří Suk
Jiří Suk (* 14. října 1966 Praha) je český historik a politolog, zabývá se moderními dějinami Československa, pracuje v Ústavu pro soudobé dějiny AV ČR.

## Život a dílo
Vystudoval archivnictví a historii na Filozofické fakultě Univerzity Karlovy, v doktorském studiu pokračoval na Ústavu politologie téže fakulty. Dne 12. října 2016 mu byl AV ČR udělen titul doktora věd (DSc.).
Jeho práce Labyrintem revoluce. Aktéři, zápletky a křižovatky jedné politické krize. Od listopadu 1989 do června 1990 (2003) o mocenské změně v Československu v roce 1989 a po něm byla roku 2004 odměněna cenou Magnesia Litera v kategoriích populárně naučná kniha a nejlepší kniha roku 2003. V roce 1996 byl oceněn Cenou Josefa Hlávky. V roce 2013 vydal knihu Politika jako absurdní drama. Václav Havel v letech 1975–1989.